# Ota Bubeníček
Ota Bubeníček, češki slikar, * 1871, † 1962.
Poleg svojega slikarskega dela je znan kot največji bohemijski? (češki) lutkar.